# آنتونیو لوتی
آنتونیو لوتی (به ایتالیایی: Antonio Lotti) آهنگساز موسیقی کلاسیک اهل ایتالیا بود. او متولد سال ۱۶۶۷ میلادی بود و در ۵ ژانویه ۱۷۴۰ میلادی در ونیز درگذشت.
در هنگام تولد وی در ونیز، پدرش در شهر هانوفر، کاپل‌مایستر بود. در سال ۱۶۸۲ میلادی، لوتی تحصیلاتش را نزد لودویچو فوگا و جیووانی لگرنزی آغاز کرد، هردوی آن‌ها در کلیسای جامع سینت مارکو مشغول بودند.